# Pozo de la Peña
Pozo de la Peña es una pedanía perteneciente al municipio de Chinchilla de Montearagón, en Albacete (España).
Está situada al sur de Chinchilla de Montearagón. Según el Instituto Nacional de Estadística, tiene una población de 22 habitantes (2022).